# Arnaud Valois
Pour les articles homonymes, voir Valois.
 (octobre 2022).
Arnaud Valois, né le 29 février 1984 à Lyon, est un acteur et réalisateur français. Il a commencé sa carrière en 2006 et a été révélé au grand public en 2017 grâce au film 120 battements par minute.

## Biographie
Formé à la classe libre du cours Florent, Arnaud Valois se fait connaître avec le film Selon Charlie de Nicole Garcia sorti en 2006, dans lequel il interprète un des rôles principaux aux côtés notamment de Jean-Pierre Bacri, Vincent Lindon et Benoît Magimel. On le voit ensuite dans Cliente de Josiane Balasko et dans La Fille du RER d'André Téchiné.
Après ses débuts, il peine cependant à trouver suffisamment de rôles. Constatant que sa carrière de comédien marque le pas, il décide de changer de voie et se lance dans une activité de sophrologue et masseur thaï. Alors qu'il n'a pas joué depuis plusieurs années et a presque tourné le dos au métier d'acteur, il est contacté par la directrice de casting de 120 Battements par minute, le nouveau film de Robin Campillo. Ayant apprécié Eastern Boys, du même réalisateur, Arnaud Valois se laisse convaincre de postuler pour un rôle. Mais le processus de casting dure plusieurs mois et l'acteur, découragé par l'attente, s'apprête à renoncer lorsque le réalisateur lui annonce qu'il l'a choisi pour interpréter Nathan, un personnage qui sert de fil conducteur au récit.
120 Battements par minute, dans lequel Arnaud Valois partage l'affiche avec Nahuel Pérez Biscayart et Adèle Haenel, crée l'événement lors de sa présentation en sélection officielle au 70e Festival de Cannes. Il obtient le Grand Prix et fait d'Arnaud Valois l'une des révélations 2017 de la Croisette en France, et déjà sur la scène internationale,. 
En octobre 2017, il fait partie du jury de la 44e édition du Festival international du film de Flandre-Gand. La sortie de 120 Battements par minute dans de nombreux pays, la campagne pour la nomination aux Oscars 2018,,,,. Le 20 novembre, Vanity Fair le classe 11e Français le plus influent dans le monde en 2017,.
Le 7 janvier 2018, il est sur le tapis rouge des Golden Globes à Hollywood avant une nouvelle nomination dans la catégorie Supporting Actor le 21 janvier dans le cadre des International Cinephile Society Awards 2017. Le 31 janvier, il est nommé dans la catégorie Meilleur espoir masculin des César 2018 avant de remporter le 5 février le prix Lumières de la révélation masculine.  
En parallèle, il enchaîne les tournages : après la comédie de Lisa Azuelos, Mon bébé, et un court-métrage, il est au générique de son premier film en langue anglaise, Paradise Hills, thriller de science-fiction réalisé par l'Espagnole Alice Waddington, aux côtés notamment d’Emma Roberts et de Milla Jovovich . En mai 2018, il est annoncé dans le film de Fabienne Godet, Si demain, dont le tournage démarre en octobre de la même année,. Auparavant, il intègre le jury du Champs-Élysées Film Festival, qui se déroule du 12 au 19 juin.
Le 27 septembre 2018, il commence le tournage de Méduse de Sophie Lévy, aux côtés de Roxane Mesquida et d’Anamaria Vartolomei.
En octobre 2018, il participe au clip musical L’Etincelle d’Étienne Daho, aux côtés de la comédienne Amélie Daure. Le même mois, il reçoit une nouvelle nomination pour son rôle de Nathan dans le film 120 Battements par minute, aux Trophées francophones du cinéma 2018 par l'Association des Trophées francophones du cinéma.
En janvier 2019, Mon bébé est sélectionné au Festival du film de comédie de l'Alpe d'Huez avant sa sortie sur les écrans le 13 mars. Paradise Hills est sélectionné au Festival de Sundance 2019.
En février 2019, il est sur la scène du Théâtre de la Ville de Paris, pour une journée organisée par l'artiste Abd Al Malik. Il commence le 4 mars le tournage de la mini-série télévisée Moloch, pour la chaîne Arte, où il incarne un policier aux côtés d'Olivier Gourmet et Marine Vacth. La réalisation est signée Arnaud Malherbe[source insuffisante]. La diffusion est annoncée pour l'automne 2020. Il annonce au même moment travailler sur la réalisation (prévue début 2021) d'un court-métrage qu'il a écrit.
Le 7 novembre 2019 sort chez Gallimard le livre-CD Le Vilain Petit Canard, qu'il a co-adapté avec Héloïse Chouraki du conte d'Andersen, et qui est mis en musique par Étienne Daho. Le début de l'année suivante, Le Vilain Petit Canard est annoncé sur scène pour cinq représentations à Paris à la Philharmonie de Paris les 21 et 22 octobre 2020 puis en tournée. Comme dans le livre-CD, Arnaud y tient le rôle du narrateur.
Le 3 juin 2020, la sélection de deux de ses films  au Festival de Cannes 2020 est annoncée : Garçon chiffon (sortie le 28 octobre 2020, nouvelle sortie le 19 mai 2021) et Seize Printemps (sortie le 9 décembre 2020 repoussée au 16 juin 2021).
Arnaud devient l'égérie internationale du parfum Match Point de Lacoste avec un film publicitaire diffusé à partir d'août 2020.
En janvier 2021, il réalise son premier court-métrage, Le Nouveau Moi, écrit avec Suzanne Lindon,. Il est diffusé sur la plateforme OCS en France à partir du mois de septembre,,.
À l'automne, le spectacle musical du Vilain Petit Canard part sur les routes de France, de Belgique et de Suisse pour une tournée de plusieurs mois,,,.
En décembre 2021 sort le long métrage Si Demain de Fabienne Godet (avec Julie Moulier et Lucie Debay). Puis Arnaud se produit sur la scène de L’Arsenic (Lausanne, Suisse) dans la pièce de Jean Genet, Le Balcon, adaptée et mise en scène par Sandra Gaudin,.
À l’automne 2022, le premier long-métrage de Sophie Levy, Méduse (avec Anamaria Vartolomei et Roxane Mesquida) sort sur les écrans et une nouvelle reprise du Vilain Petit Canard cette fois sur la scène du T.N.B à Rennes, toujours aux côtés d’Étienne Daho.
Depuis 2022, il se concentre sur des productions pour des plateformes. D'abord avec la série LT-21 réalisée par Melisa Godet et produite par Emma Javaux (Une Fille Productions) et Alain Attal (Trésor Prod) pour la plateforme OCS. Puis avec le film Netflix L'Effet veuf de Dan Lévy, au côté d'un casting international composé entre autres de Ruth Negga, Himesh Patel, Luke Evans et Celia Imrie. Et enfin pour Disney + avec le rôle de Yves Saint Laurent dans la série Becoming Karl Lagerfeld.

### Vie personnelle
L'acteur a fait son coming out gay le 27 octobre 2020,,.

## Filmographie

### Cinéma

#### Acteur
- 2004 : Plutôt d'accord de Christophe et Stéphane Botti (court métrage) : le jeune homme muet
- 2006 : Selon Charlie de Nicole Garcia : Adrien
- 2007 : L'Application des peines de Cyprien Vial (court métrage) : Hugo
- 2008 : Cliente de Josiane Balasko : Sylvain
- 2009 : La Fille du RER de André Téchiné : Gabi
- 2011 : Eyes Find Eyes de Jean-Manuel Fernandez et Sean Price Williams : Thomas
- 2017 : 120 Battements par minute de Robin Campillo : Nathan
- 2018 : Le Ciel est clair de Marie Rosselet-Ruiz (court métrage) : Jérémy
- 2019 : Mon bébé de Lisa Azuelos : Mehdi
- 2019 : Paradise Hills d'Alice Waddington : Son Prescott
- 2020 : Garçon chiffon de Nicolas Maury : Albert
- 2021 : Seize Printemps de Suzanne Lindon : Raphaël
- 2021 : Si demain de Fabienne Godet : Alex
- 2022 : Méduse de Sophie Lévy : Guillaume
- 2023 : L'Effet veuf (en) de Dan Levy : Theo

#### Réalisateur
- 2021 : Le Nouveau moi (court métrage) :

### Télévision
- 2020 : Moloch d'Arnaud Malherbe (mini-série) : Tom
- 2023 : LT-21 d'Alain Attal (mini-série) : Gabriel
- 2024 : Becoming Karl Lagerfeld  (mini-série) : Yves Saint Laurent

### Clips
- 2018 : Hiver brûlant d'Aloïse Sauvage
- 2018 : L’Étincelle d'Étienne Daho, réalisé par Romain Winkler

## Théâtre
- 2020 : Le Vilain petit canard d'Hans Christian Andersen, adaptation Héloïse Chouraki & Arnaud Valois, mise en scène Sandra Gaudin, musique Étienne Daho, Philharmonie de Paris et tournée
- 2021 : Le Balcon de Jean Genet, mise en scène Sandra Gaudin, Arsenic (Lausanne)

## Distinctions

### Récompenses
- Lumières 2018 : Lumière de la révélation masculine pour 120 battements par minute
- CinEuphoria Awards 2018 : Prix du public du meilleur acteur dans un second rôle pour 120 battements par minute
- New York International Women Festival 2021 : Prix collectif de la meilleure distribution pour Méduse
- Milan Gold Awards 2021 : Prix du meilleur acteur pour Méduse
- Los Angeles Film Awards 2021 : Prix du meilleur duo (avec Anamaria Vartolomei) pour Méduse
- Hollywood Gold Awards 2021 : Prix du meilleur acteur pour Méduse

### Nominations
- César 2018 : César du meilleur espoir masculin pour 120 battements par minute
- International Cinephile Society Awards 2018 : meilleur acteur dans un second rôle pour 120 battements par minute